# 784 (szám)
A 784 (római számmal: DCCLXXXIV) egy természetes szám, négyzetszám, a 28 négyzete.

## A szám a matematikában
A tízes számrendszerbeli 784-es a kettes számrendszerben 1100010000, a nyolcas számrendszerben 1420, a tizenhatos számrendszerben 310 alakban írható fel.
A 784 páros szám, összetett szám, azon belül négyzetszám, kanonikus alakban a 24 · 72 szorzattal, normálalakban a 7,84 · 102 szorzattal írható fel. Tizenöt osztója van a természetes számok halmazán, ezek növekvő sorrendben: 1, 2, 4, 7, 8, 14, 16, 28, 49, 56, 98, 112, 196, 392 és 784.
Érinthetetlen szám: nem áll elő pozitív egész számok valódiosztóösszeg-függvényeként.
A 784 négyzete 614 656, köbe 481 890 304, négyzetgyöke 28, köbgyöke 9,22087, reciproka 0,0012755. A 784 egység sugarú kör kerülete 4926,01728 egység, területe 1 930 998,774 területegység; a 784 egység sugarú gömb térfogata 2 018 537 385,2 térfogategység.